# Dicepolia rufeolalis
Dicepolia rufeolalis là một loài bướm đêm trong họ Crambidae.